# 無音

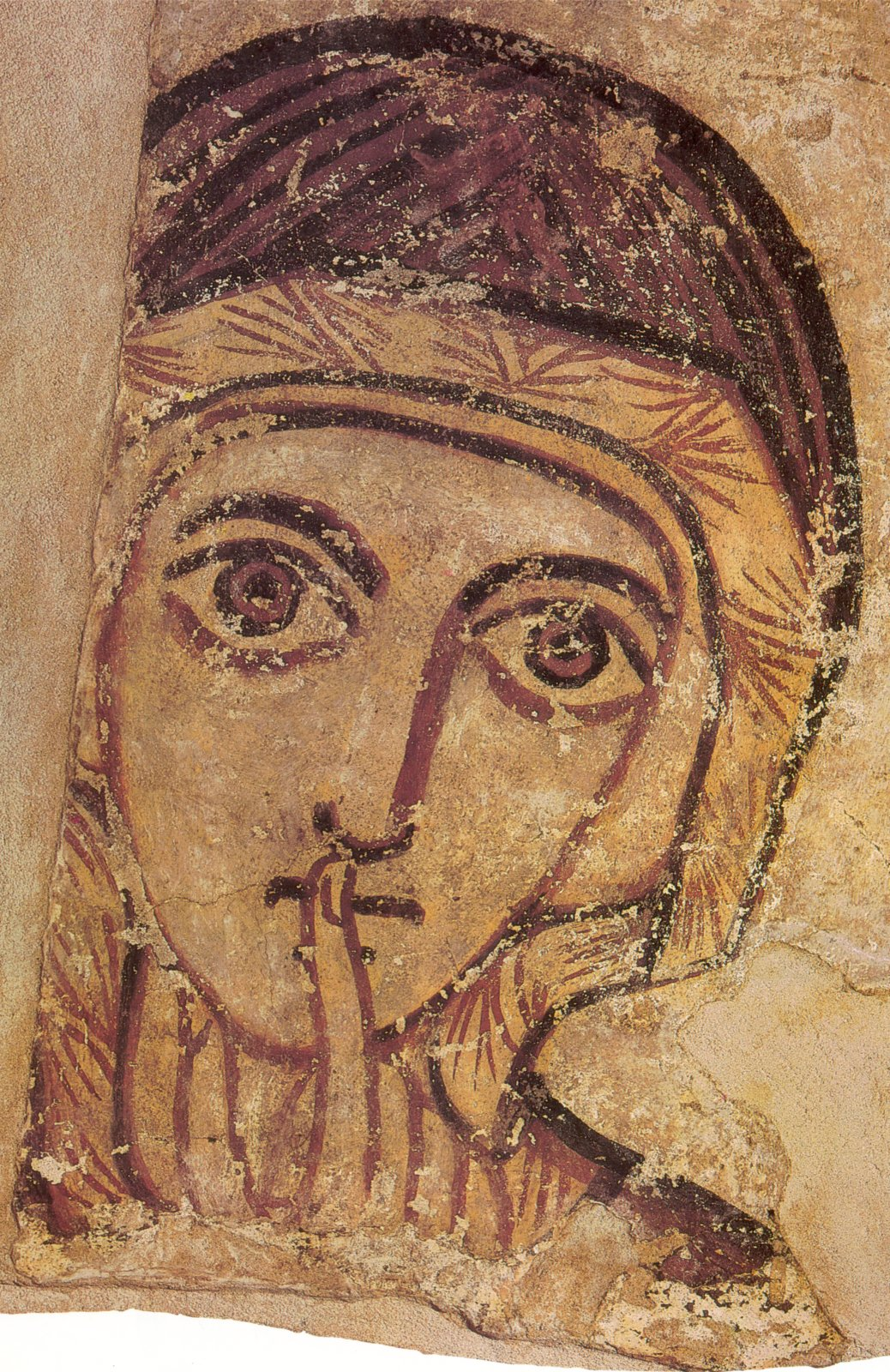

無音（むおん）は、音がない、または、聞こえない状態である。

## 無音とは
音がない状態とは、すなわち大気がまったく振動しないということであるが、このような状態は通常存在しない。なぜならば大気が有限温度（=絶対零度でない）である以上大気の分子が熱運動しており、圧力にも熱ゆらぎが存在するからである。したがって、いわゆる「完全な無音」という状態は、少なくとも地球上においては存在し得ない。ただし、無響室など、音に関する要因を可能なかぎり排除することで、無音に非常に近い状態を作り出すことは可能である。
なお、無音が物理学的に非常に特殊な状態であるということは、なんらかの環境音を常に受けている状態が普通といえる人間や、その他の動植物にとっても、特殊な状態であるのは間違いない。ただし、仮に人間を無音の状況下においた場合に、過度のストレスなどによって発狂するのかどうかについては、そのような記録がないため、はっきりとはしていない。
より日常的な範囲で、意識できる音が存在しない状態は、静寂と呼ばれる。

## 音があるが無音に感じる場合
無音という状態については前述のとおりだが、鉛筆などで文字を書くときの音や衣類が擦れたときの音、あるいは呼吸や心臓の鼓動など、脳が処理しないことで「沈黙と同等とされる音」がある。
実際には存在している音（振動）であるし、意識すればちゃんと聞こえるのだが、普段それらが音として認識されることは少ない。どのような動きもせずに音を発しない状態であれば、生理学的には無音が存在すると考えることもできる。

## 無音を扱う芸術
- 4′33″ジョン・ケージが無響室に入った際に、無音にもかかわらず高い音と低い音が聞こえたことから、無音は不可能であるとして作曲されるに至った。ちなみに「4′33″」という曲名は、ケージの話や初演の演奏時間に由来する通称で、ケージ自身は「沈黙の祈り」と名づけている。

- 神宮式年遷宮の遷御の後の御神楽の際と大嘗祭の五節舞の際の雅楽の一部は秘曲とされ、無音で奏される。[1]

## 放送での扱い
テレビでの無音措置はかぶせ放送の一種であり、主に地上波と系列有料チャンネルでサイマル放送されるニュース番組で、権利処理が難しい短めの音楽や、放送には適さない不適切な言葉遣いの誤魔化しといった音声の場合の自主規制として施される。映像も扱うため、長さは関係ない。
ラジオでは、音響のみの放送であることから、放送休止時間のみで無音状態が認められており、放送時間中の無音状態は無変調放送事故として扱われ、あまりに長すぎると、放送局側が用意した無変調事故専用の音楽か、民間放送に限り、コマーシャルメッセージを挿入することで対応する。その事故を防ぐため、ワイド番組の音声パートにおいて、BGMが無い（主にAM局のラジオ番組。NHKラジオはFM放送も含む）場合、一定時間音楽が掛からない状態が続いた場合、必ず音声を挿入し直すことで対処されている。音声パートでBGMがある場合は、無音状態ではないため、音楽が掛からない状態が何秒続いてもいいようになっている。

## 無音の技術
- 無響室

## 修行
- 無言の行（無言行、沈黙行） ‐ 仏教や修験道の修行としての発言しない修行[2]。
- 修道院での無言の行（英語版） ‐ 精神修養（英語版）として発言しない修行。